# Michel-Ambroise Payot
Pour les articles homonymes, voir Michel Payot.
Pas d'image ? Cliquez ici
Michel-Ambroise Payot (1815-1885) est un guide de haute montagne du hameau des Bossons à Chamonix. Il est le fils du laboureur-tourneur Pierre-Joseph Payot (1791-1858), il est lui-même cultivateur, guide et tourneur. Il est le frère de Venance Payot. Guide de John Jermyn Cowell et Oscar Browning, il est l'auteur de plusieurs premières ascensions :
- 1860 - Première ascension du Grand Paradis en compagnie de John Jermyn Cowell, W. Dundas et Jean Tairraz ;
- 1860 - Conquête de la Levanna occidentale (3 593 m), un des trois sommets de la Levanna ;
- 1861 - Première ascension du Nordend avec T.F. et Edward N. Buxton ainsi que J.J. Cowell ;
- 1865 - Première ascension de l'aiguille de Bionnassay, le 28 juillet, en compagnie de E. N. Buxton, Florence Crauford Grove, R. J. S. MacDonald et Jean-Pierre Cachat[3].